# Klára Poloprutská
Klára Poloprutská je hráčka pozemního hokeje, reprezentantka České republiky a hráčka pražské Slavie. Hraje na postu obránce nebo záložníka. V roce 2003 byla členkou reprezentačního týmu, který na halovém mistrovství světa v německém Leipzigu vybojoval 4. místo.